# Triovassálos
Triovassálos (grec moderne : Τριοβασάλος) est une localité située dans le dème de Milos, dans le district régional de Milos, dans la périphérie d'Égée-Méridionale, en Grèce.
Selon le recensement de 2021, elle compte 1 001 habitants.